# Chiesa di San Leonardo (Moriago della Battaglia)
La chiesa di San Leonardo è la parrocchiale di Moriago della Battaglia, in provincia di Treviso e diocesi di Vittorio Veneto; fa parte della forania del Quartiere del Piave.

## Storia
Nel 1100 la primitiva chiesa di Moriago risultava sottoposta all'abbazia di Santa Bona di Vidor; sembra che il culto di san Leonardo di Limoges sia stato introdotto nel X secolo dai Franchi.
La chiesa venne menzionata nel 1224 e poi ancora in un documento datato 17 maggio 1336, in cui è confermata la dipendenza dall'abbazia di Vidor.

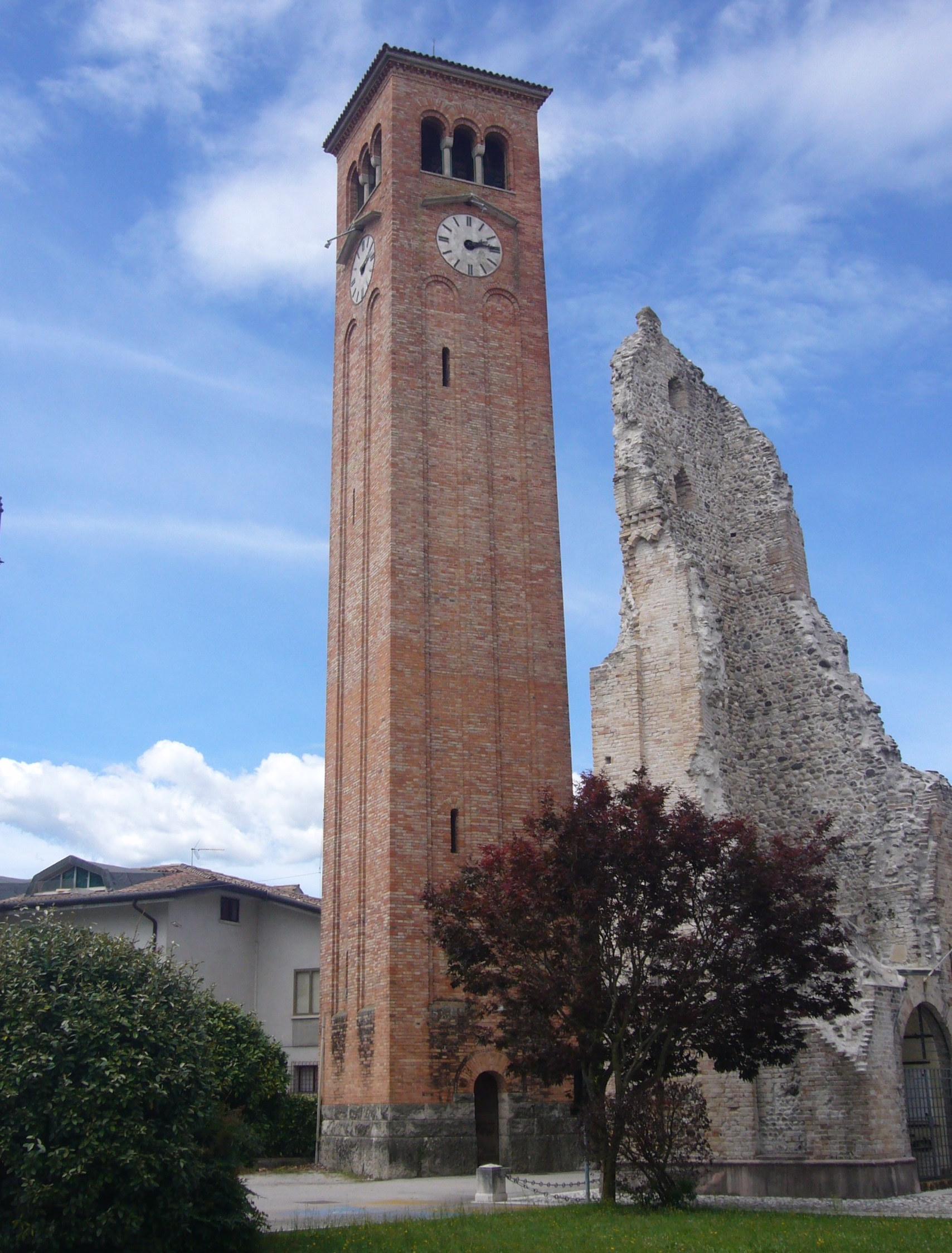
Il campanile

In alcuni atti risalenti al periodo tra il 1370 e il 1374 si legge che la chiesa era filiale della pieve di Sernaglia della Battaglia; allora i moriaghesi avevano degli obblighi di pagamento nei confronti del chiericato di Sernaglia e, in più, il cappellano di Moriago doveva presenziare alle funzioni del Sabato Santo e della Pentecoste celebrate nella pieve sernagliese.
Nel 1375 la chiesa divenne rettoriale, pur rimanendo sempre legata alla pieve di Sernaglia.
Nel 1385 fu affidato al falegname Altiniero da Vidor il compito di rifare la chiesa e nel 1458 si ha testimonianza di una ristrutturazione dell'edificio.
Dalla relazione della visita pastorale del 1475 s'apprende che la chiesa, che necessitava di alcune riparazioni, possedeva due calici d'argento, un messale e pure un libro per battezzare; nel 1550 è citato un fonte battesimale in marmo e nel 1569 Moriago divenne parrocchia autonoma.
Sempre nella seconda metà del Cinquecento fu edificata una nuova chiesa in sostituzione di quella medievale.
Nel XVIII secolo la chiesa venne ricostruita e consacrata nel 1746 dal vescovo di Ceneda Lorenzo Da Ponte.
Durante la prima guerra mondiale la chiesa venne praticamente distrutta e, terminato il conflitto, si rese necessaria la sua riedificazione; l'architetto bellunese Alberto Alpago-Novello venne incaricato di redigere il progetto dell'erigenda chiesa e nel 1922 fu posta la prima pietra dell'attuale parrocchiale; l'edificio venne portato a termine nel 1925 e consacrato dal vescovo Eugenio Beccegato il 5 novembre 1928.

Nel 1975 il pittore Clauco Benito Tiozzo restaurò gli affreschi della cupola.

## Descrizione
Opere di pregio conservate all'interno della chiesa, che è in stile neoromanico, sono la pala avente come soggetto la Madonna della Cintura, eseguita dal Frigimelica, gli affreschi della cupola raffiguranti gli Apostoli e la Pentecoste, eseguiti da Guido Cadorin, che per ritrarre i personaggi dell'opera s'ispirò alla fisionomia e ai volti di alcuni importanti uomini del paese del tempo, come il podestà, il giudice conciliatore e il farmacista, e la pala della Madonna col Bambino in trono assieme ai Santi Leonardo, Antonio Abate, Caterina e Giovanni Battista, attribuita di sicuro a partire dal 1822 a Giovanni Antonio de' Sacchis detto Il Pordenone, che dipinse nel 1528 l'opera, la quale fu sottoposta ad un restauro tra il 2012 e il 2014.